# Edmond Leplat
Edmond Leplat (8 februari 1911 ) was een Belgisch hockeyer.

## Levensloop
Leplat was actief bij Royal Orée.
Hij maakte deel uit van het Belgisch hockeyteam. Met de nationale ploeg nam hij onder meer deel aan de Olympische Zomerspelen van 1936.